# Wólka Czarnogłowska
Wólka Czarnogłowska – wieś sołecka w Polsce położona w województwie mazowieckim, w powiecie mińskim, w gminie Dobre.
Wierni Kościoła rzymskokatolickiego należą do parafii Trójcy Świętej w Wiśniewie.
Prywatna wieś szlachecka położona była w drugiej połowie XVI wieku w ziemi liwskiej województwa mazowieckiego. W latach 1975–1998 miejscowość administracyjnie należała do województwa siedleckiego.